# Fjellinjen
Fjellinjen AS är en norsk vägtullsoperatör som ägs av Oslo kommun (60 %) och Akerhus fylkeskommune (40 procent). Företaget bildades 13 februari 1986 och har kontor i Oslo. Alla vägtullar i Norge har en vägtullsoperatör som ansvarar för finansieringen av vägprojektet. Rätten att kräva betalning av vägtullar beviljas när ett vägtullsavtal ingås med Statens vegvesen.
Fjellinjen är en av de regionala vägtullsoperatörerna som har etablerats till följd av Regeringen Solbergs vägtullsreform. Fjellinjen blev den första regionala vägtullsoperatören när samferdselsminister Ketil Solvik-Olsen undertecknade ett nytt vägtullsavtal med företaget. Vägtullsreformen har fyra delar: minskning av antal vägtullsoperatörer, att frånskilja utställar-/betalningsförmedlingsrollen från vägtullsoperatörerna, ett räntekompensationssystem för lån till vägtullsprojekt och en förenkling av avgiftsklass och rabattsystemet.
Alla Fjellinjens betalstationer är numer anpassade för automatisk betalning, och man använder ett system som går under namnet AutoPASS där man har en transponder i bilen. Innehavare av giltig AutoPASS eller annan Easygo-transponder (till exempel Brobizz) kan använda den för automatisk betalning i Autopass betalstationer genom Easygo-samarbetet.

## Historia
Företaget bildades för att finansiera Festningstunnelen på motorvägen E18 genom Oslo centrum. Den 8 juni 1988 beslutade Stortinget att utöka företagets ansvarsområde till att inkludera delfinansieringen av huvudvägsutvecklingen i Oslo och Akershus, det så kallade "Oslopakke 1" ("Oslopaket 1").
Från och med den 1 november 2001 fick företaget också uppdrag att delvis finansiera utvecklingen av kollektivtrafik i Oslo och Akershus, ofta kallad "Oslopakke 2". Från 2008 till 2032 kommer vägtullar i Oslo och Akershus att användas för finansiering av utveckling av väg och kollektivtrafik genom "Oslopakke 3". Reviderat Oslopakke 3-avtal förlänger Oslopakke 3 till 2036.
Avgiften är sedan 2017 miljödifferentierad. Priserna under gäller lätta fordon (upp till 3,5 ton) och fordon som faller inom kategori M1. För större fordon gäller andra (högre) priser. Priset efter snedstrecket gäller i rusningstiden, som i Oslo beräknas klockan 06:30 - 09:00 och 15:00 - 17:00.
Priser sedan 1 oktober 2021:
- Inre betalring:
  - Bensin/laddhybrid: 18 NOK / 22 NOK
  - Diesel: 20 NOK / 24 NOK
  - Elbilar: 5 NOK / 9 NOK
  - Vätgasbilar: 0 NOK
- Osloringen:
  - Bensin/laddhybrid: 22 NOK / 28 NOK
  - Diesel: 26 NOK / 31 NOK
  - Elbilar: 6 NOK / 11 NOK
  - Vätgasbilar: 0 NOK
- Stadsgräns:
  - Bensin/laddhybrid: 22 NOK / 28 NOK
  - Diesel: 26 NOK / 31 NOK
  - Elbilar: 6 NOK / 11 NOK
  - Vätgasbilar: 0 NOK